# Neopsephotus bourkii
Neopsephotus bourkii е вид птица от семейство Psittaculidae, единствен представител на род Neopsephotus.

## Разпространение
Видът е разпространен в Австралия.